# Slade School of Fine Art
A UCL Slade School of Fine Art (popularmente conhecida apenas por Slade) é a faculdade belas-artes da University College London (UCL), e é baseada em Londres, Reino Unido.

## Histórico
Fundada por Felix Slade em 1871, a Slade foi uma das mais importantes escolas de artes inglesas no século XIX, trazendo um currículo renovado que se baseava no sistema de ensino francês e foi a pioneira no país em permitir o estudo com modelos vivos; outra característica inovadora foi o tratamento igualitário emprestado aos alunos de ambos os sexos.
O primeiro diretor foi Edward Poynter até 1876, quando foi substituído por Alphonse Legros, que ficou no cargo até 1892.

## Alunos e professores famosos
Lucian Freud foi seu professor visitante entre 1949 e 1954.
Evelyn De Morgan foi uma de suas alunas, e recusou uma bolsa por se negar a pintar nus, vindo a ser a primeira mulher a ali se formar.
Também estudaram lá a pintora Beatrice Offor (1882-1885) e suas colegas Annie Horniman e Mina Bergson (mais conhecida com o nome que adotou após se casar - Moina Mathers), que juntas participaram de uma sociedade esóterica.
Foi ali que a americana Jann Haworth passou a adotar os tecidos e miçangas como forma de criar uma arte popular mais suave nas suas esculturas,  e estudaram os lusos Fernando Fernandes (1959-1960, escultor), e Paula Rego, pintora (1952-1956).